# Mleccha
Mleccha est un mot sanskrit par lequel les hindous désignent les étrangers; et en fait, ceux qui ne suivent pas les préceptes normatifs de l'hindouisme, ou encore qui s'en écartent, notamment durant l'âge du Kali Yuga. 
De la part des plus radicaux, ce terme peut avoir une connotation péjorative envers les croyants d'autres religions ou les non-croyants.